# Caleruega
Caleruega je obec ve španělském autonomním společenství Kastilie a León, v provincii Burgos. Leží jižně od Burgosu a asi 175 kilometrů od Madridu. Žije zde 400 obyvatel.
Obec byla založena mezi lety 912 a 1085 a od počátku byla obehnána hradbami. V roce 1207 zde byl postaven klášter mnišek dominikánského řádu, který zde stojí dodnes. Narodil se zde svatý Dominik de Guzmán. Žila a zemřela zde i jeho matka, blahoslavená Jana z Azy a bratr, blahoslavený Mannes Guzmán.

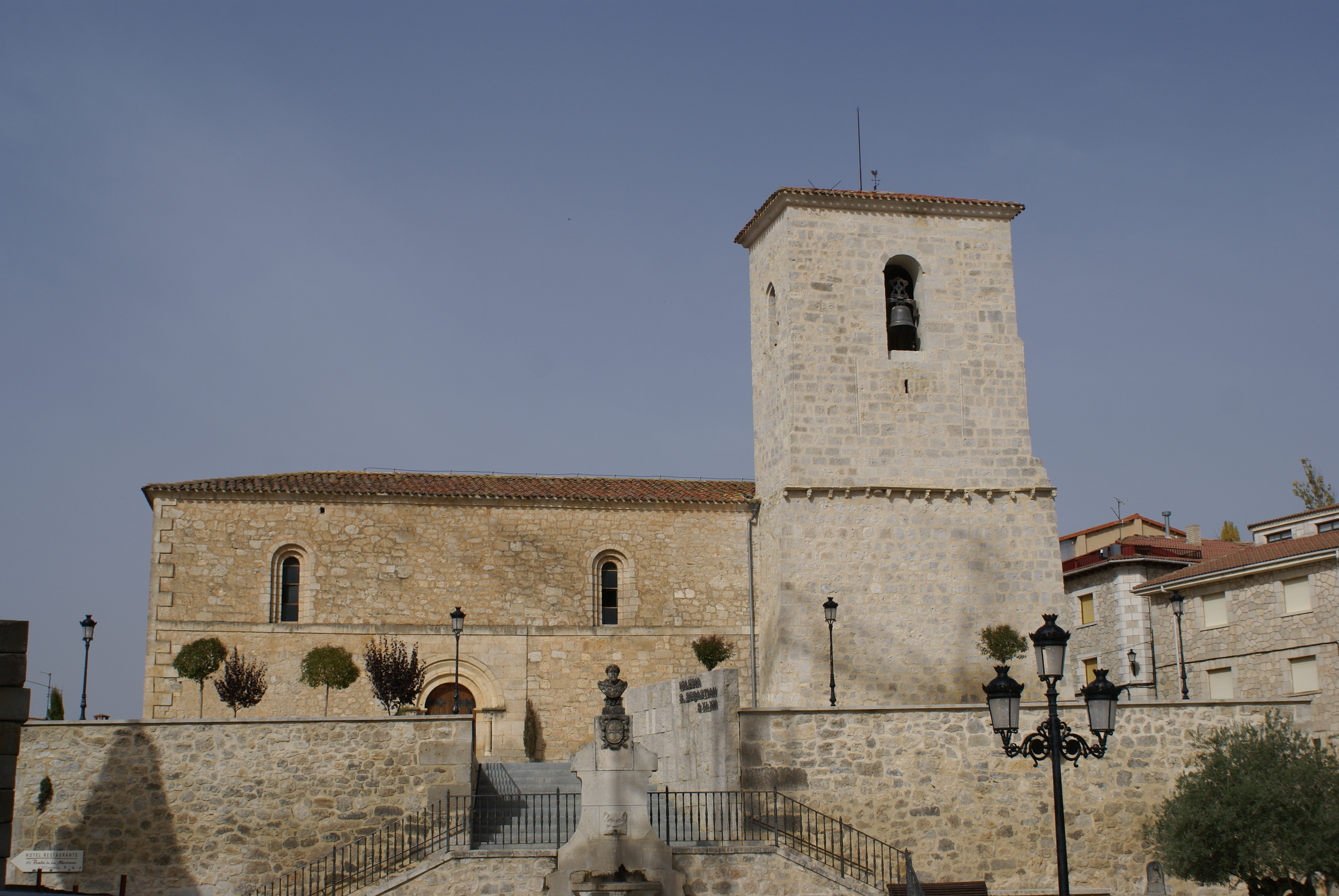
Kostel v Calerueze